# داش‌کسان
داش‌کسان، روستایی است از توابع بخش چهاردولی شهرستان قروه در استان کردستان ایران است. نام بومی روستا داش‌کَسَن است که به زبان ترکی یعنی «سنگ‌تراش»؛ پیشهٔ قدیم این روستا ساخت سنگ آسیا بوده‌است.

## جمعیت
این روستا در دهستان دلبران قرار داشته و براساس سرشماری سال ۱۳۸۵جمعیت آن ۳۵۹نفر (۸۰خانوار) بوده است و مردم روستا به زبان ترکی آذربایجانی تکلم می‌کنند.